# 劉智明
劉 智明（りゅう ちめい、1968年12月28日 - 2020年2月18日）は、中華人民共和国の脳外科医師、武漢市武昌医院院長、湖北中医薬大学教師、江漢大学教師。

## 経歴
1968年12月28日、湖北省十堰市で生まれる。
1991年武漢大学にて臨床医学の研究で学士の学位取得。その後、医学修士と博士号を取得した。武漢大学では武漢大学中南医院神経外科専門家の袁先厚門下。以前は武漢市第三医院で副院長を務めた。その後は武昌医院で院長、主任医師を担当した。
2020年2月18日10時30分に2019新型コロナウイルスによる急性呼吸器疾患に感染して51歳で亡くなった。劉智明は2019新型コロナウイルスによる急性呼吸器疾患の発生時に初の殉職した医院の院長である。